# تپه دینه‌سر پایین‌کروا
تپه دینه‌سر پایین‌کروا مربوط به هزاره اول قبل از میلاد است و در شهرستان قائم شهر، بخش مرکزی، روستای پایین‌کروا واقع شده و این اثر در تاریخ ۱ مهر ۱۳۸۲ با شمارهٔ ثبت ۱۰۲۷۲ به‌عنوان یکی از آثار ملی ایران به ثبت رسیده است.